# Уголёк (футбольный клуб, Красноармейск)
«Уголёк» — советский футбольный клуб из Красноармейска. Основан в 1925 году.
В 1968 и 1969 годах принимал участие в чемпионате СССР, класс «Б». Участник Кубка СССР 1938 года.

## Названия
- 1936—1945 — «Стахановец»;
- 1946—1967 — «Шахтёр»;
- 1968—1991 — «Уголёк».

## Достижения
- В чемпионате СССР — 7-е место в зональном турнире РСФСР класса «Б»: 1968
- В Кубке СССР — 1/8 финала в зональном турнире: 1938